# يوسف كوني
يوسف كوني (بالفرنسية: Yssouf Koné)‏ (مواليد 19 فبراير 1982 في كورهوغو) لاعب كرة قدم بوركينابي دولي يجيد اللعب في خط الهجوم . يلعب لصالح نادي كلوج الروماني منذ 2008 .

## روابط خارجية
- يوسف كوني على موقع الاتحاد الدولي (مؤرشف)  (الإنجليزية)
- يوسف كوني على موقع قاعدة بيانات كرة القدم.إي يو (الإنجليزية)
- يوسف كوني على موقع ناشيونال فوتبول تيمز (الإنجليزية)
- يوسف كوني على موقع Soccerway.com (الإنجليزية)
- يوسف كوني على موقع عالم كرة القدم.نت (الإنجليزية)
- يوسف كوني على موقع كووورة